# Valle de Baretous
El valle de Baretous (en occitano gascón vath de Varetons, en francés vallée de Barétous, en euskera Baretetze o Baretos)  es un valle pirenaico perteneciente al cantón de Aramits en el departamento francés de los Pirineos Atlánticos. Está conformado por las comunas de Aramits (la capital), Arette, Issor, Lanne, Ance y Leas.
El valle perteneció al vizcondado de Béarn, formado entre los siglos IX y XII, durante toda la existencia de aquel.
Sus habitantes celebran con el vecino valle de Roncal (Navarra, España) el Tributo de las Tres Vacas cada 13 de julio.
- Datos: Q2707979